# La Selle-la-Forge

La Selle-la-Forge este o comună în departamentul Orne, Franța. În 1 ianuarie 2022 avea o populație de 1.396 de locuitori.